# Спинадеско
Спинадеско (итал. Spinadesco) је насеље у Италији у округу Кремона, региону Ломбардија.
Према процени из 2011. у насељу је живело 1529 становника. Насеље се налази на надморској висини од 47 м.

## Становништво
Према резултатима пописа становништва 2011. у општини је живело 1.575 становника.
| 1931. | 1936. | 1951. | 1961. | 1971. | 1981. | 1991. | 2001. | 2011. |
| ----- | ----- | ----- | ----- | ----- | ----- | ----- | ----- | ----- |
| 1.859 | 1.860 | 1.956 | 1.644 | 1.397 | 1.277 | 1.301 | 1.535 | 1.575 |